# Nederlands in Duitsland

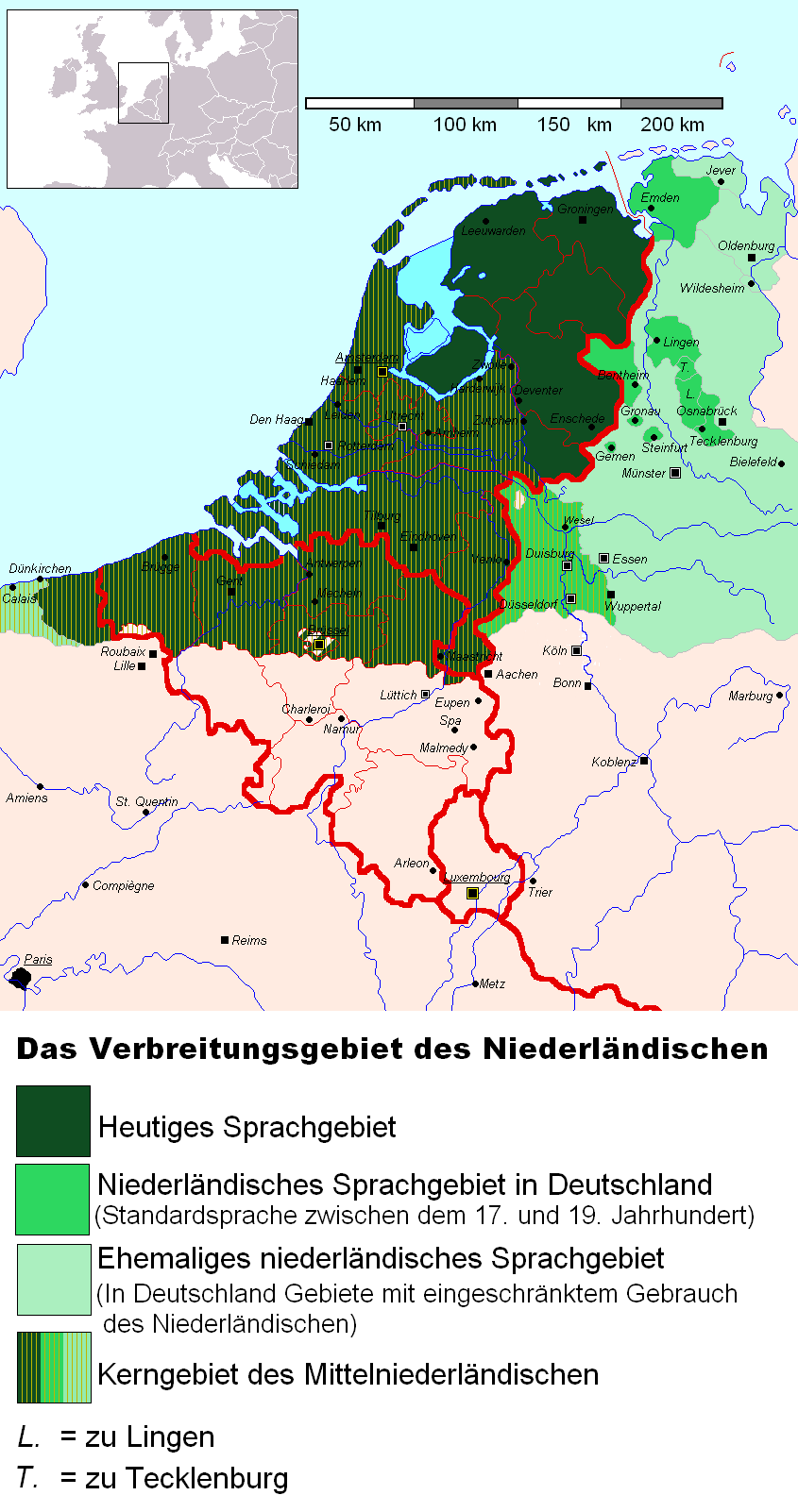
Functies en verbreiding van het Nederlands in Nederland, België, Frankrijk en Duitsland

Op het grondgebied van het huidige Duitsland heeft Standaardnederlands in de loop van de geschiedenis een wisselende status gehad.
Met Standaardnederlands wordt dan de taal bedoeld die na ca. 1620 de officieel aanvaarde en gebruikte schrijftaal en gaandeweg ook de spreektaal voor de hogere sociale lagen werd. Deze taal was gebonden aan het gezag van de Republiek der Verenigde Nederlanden en later het van Koninkrijk der Nederlanden, en niet minder aan het gezag van de dominante kerk, die tot 1800 'Nederduitse Gereformeerde' en daarna 'Nederlandse Hervormde Kerk' werd genoemd. 
In de streken ten oosten van de grenzen van de republiek (en later van het koninkrijk) waar het Nederlandse politieke gezag groot was, en vooral als daar ook de Gereformeerde (Hervormde) kerk dominant was, gebruikte men Standaardnederlands in de kerken en op de scholen, naast in toenemende mate Hoogduits, dat in de 19de eeuw de overhand zou krijgen. 
Een variant op het Noord-Nederlandse Standaardnederlands was de Zuid-Nederlandse taalstandaard die in Kleef (Kleverland) vooral door de rooms-katholieke clerus werd gebruikt. Dit gebied, hoewel het nooit tot de Republiek behoorde, stond wel onder invloed van de politiek van de republiek en ook van de Oranje-dynastie die hof hield in de stad Kleef. Maar de eigenlijke reden van de Nederlands-Vlaamse oriëntatie was de afkeer van de Pruisische ambtenarenstaat die hier na het verdwijnen van de hertogen in de loop van de 18de eeuw het staatsgezag ging uitoefenen in het Hoogduits. 
In het deel ten westen van de Rijn was de rooms-katholieke Kerk dominant, zeker in numeriek opzicht. De Noord-Nederlandse standaardtaal was daar in gebruik bij de weinige en kleine Hervormde (Calvinistische) gemeenten die steun vonden bij de plaatselijke adel. De stad Wezel (Wesel) was een uitzondering als een calvinistisch bolwerk sinds 1570. De katholieke geestelijkheid gebruikte de Zuidnederlandse variant van het Standaardnederlands. De Lutherse gemeenten ten oosten van de Rijn gingen al vroeg op het Hoogduits als standaardtaal over. De gesproken taal was overal tot ver in de 19de eeuw het Nederrijnse Kleverlands.
Op het bijgaande kaartje met het 'Verbreitungsgebiet der niederländischen Sprache' wordt het gebruik van de standaardtaal, dus de taal in formele situaties en functies, aangegeven, en niet de dagelijkse omgangstaal die overal in noordwestelijk Duitsland tot in het einde van de 19de eeuw het plaatselijke Nederduitse (in het noorden), Westfaalse (in het midden) dan wel Nederfrankische (in het zuiden) dialect was.

## Verleden
In het huidige gebied van Noord-België, Nederland en de Duitstalige landen bestond vóór de invoering van door de staat opgelegd onderwijs een dialectcontinuüm. De West-Germaanse dialecten liepen, met uitzondering van het Fries, vloeiend in elkaar over en ook op schrift werden dergelijke dialecten gebruikt. In zulke dialectcontinua kwamen standaardtalen tot ontwikkeling die zich verbreidden vanuit belangrijke economische en bestuurlijke centra. Door de politiek-bestuurlijke versplintering van het Heilige Roomse Rijk vormde er zich echter lange tijd maar moeizaam een eenduidig machtscentrum in het, zogenaamd Nederduitse, dialectcontinuüm.
Tegen het einde van de Middeleeuwen waren er drie belangrijke rivaliserende standaardtalen aan het ontstaan:
- de Hoogduitse vanuit het zuiden, als een taal die verbonden was aan de (hogere) adel van het Duitse Rijk.
- De taal van de Hanzesteden in het noorden, die Nederduits en stadsburgerlijk van karakter was. Dit Hanze-Nederduits was in vele varianten zelfs lange tijd ook de lingua franca van het handelsverkeer in het hele Oostzeegebied en van Scandinavië tot in Rusland. Het dialect van Lübeck was waarschijnlijk het invloedrijkst. Tot in de 17de eeuw was een variant van het Hanze-nederduits ook de schrijftaal van de noordoostelijke Nederlanden, met name van Groningen.
- Als derde het westelijke Nederduits (Nederfrankisch), later Nederlands genoemd, als standaardtaal van de Nederlanden in ontwikkeling.

Deze drie talen vertoonden tal van varianten die al naargelang de economische invloed van het gebied waarin ze ontstonden enige tijd dominant waren. In het westelijk Nederduitse c.q Nederlandse gebied was dat bijvoorbeeld in de 15de en 16de eeuw de Brabantse variant, die de grondslag legde voor de latere Nederlandse standaard, en dat ook in noordelijke Nederlanden, waar ze vanaf de 16de eeuw door de Hollandse variant werd overlaagd.
In het begin van de 17de eeuw werd de Nederduitse standaard in het Hanzegebied aan de kant geschoven en vervangen door het Hoogduits en in Groningen door het Standaardnederlands van de Statenbijbel. Overgangsvormen bleven tot in de jaren dertig van die eeuw nog hier en daar bestaan. Waarschijnlijk is de neergang van de Hanze-economie de oorzaak van en werd het pleit beslecht door de verwoestende Dertigjarige Oorlog. 
Langer bleven Nederlands en Nederduits als standaardtalen in de Pruisische (Oost-Friesland, Hannoverse (Bentheim) en Westfaalse (Kleef, Kleverland) grensgebieden in gebruik. Toch werden zij ook daar gaandeweg ingewisseld voor Hoogduits, toen al deze streken in de 19de eeuw bij het Koninkrijk Pruisen werden opgenomen en dit koninkrijk zijn bestuur uniformeerde en standaardiseerde. Daarbij moet men bedenken dat standaardtalen voornamelijk door de hogere standen actief in gebruik waren en overigens beperkt bleven tot onderwijs, juridische procedures, rechtsstukken en notariële akten, en kerkdiensten. 
Als dagelijkse spreektaal bleven de Nederduitse varianten tot ver in de 20ste eeuw in gebruik, en als streektaal waren ze hetzelfde aan de 'Duitse' zowel als aan de 'Nederlandse' kant van de staatsgrenzen. Toen het moderne staats- en nationaliteitsbewustzijn, met name via het onderwijs, had postgevat in de identiteitsbeleving gingen de sprekers van deze gemeenschappelijke talen in het grensgebied hun dialect 'Nederlands' dan wel 'Duits' noemen.
Sinds ca. 1870 werd de officiële staatstaal - Nederlands hier, Hoogduits daar - steeds bepalender en sinds de Tweede Wereldoorlog zijn deze standaardtalen ook als dagelijkse omgangstaal in gebruik gekomen om de regionale dialecten te gaan vervangen, waardoor de staatsgrens in wezen taalgrens is geworden. Het economische en juridische integratieproces in Europa vindt hierin een opmerkelijke tegenspraak: waar staatsgrenzen langzaam in politieke en juridische zin verdwijnen, worden zij ondanks de Europese eenwording juist scherper in taal-culturele zin waar men zijn regionale taalvariant laat vallen en de standaardtaal van de nationale staat gaat spreken.
Nederlandse en Vlaamse immigranten hadden zich in de 12e eeuw al in een aantal gebieden in Noord- en Centraal-Duitsland gevestigd, waaronder de Wezer- en Elbe-delta's, in Oost-Holstein en vooral in Brandenburg (de naar Vlamingen genoemde landstreek Fläming). Dikwijls zijn Nederlandse immigranten vanwege hun vaardigheden als ambachtslieden en kunstenaars, maar ook als dijkenbouwers voor de kolonisatie van oostelijke Duitse gebieden door vorsten en kloosters uitgenodigd. Latere immigranten zoals de Friese en Hollandse doopsgezinden (Mennonieten) die zich vestigden in de Weichseldelta (Wisła) bij Danzig (Gdańsk,) namen in de 16de eeuw vroege Nederlandstalige Bijbelfragmenten mee die tot ver in de 18de eeuw de standaardnorm voor hun schrijftaal gaven. Deze migratie vanuit de Nederlanden was een onderdeel van de zogenaamde Duitse Oostkolonisatie. Nederlandse invloeden konden nog steeds in plaatselijke Nederduitse dialecten worden gevonden. Tot 1945, toen na de Verdrijving van Duitsers na de Tweede Wereldoorlog de bevolking werd verjaagd en gedeporteerd en de noordoostelijke Nederduitse dialecten van Pommeren en Oost-Pruisen met hen verdwenen.  
In de 16de en 17de eeuw speelde het standaard-Nederlands een belangrijke rol als cultuurtaal in Nederduitse gebieden. Reizende toneelgezelschappen uit Nederland boden hun opvoeringen in Noord-Duitsland in het Nederlands aan. Zolang de handelsvaart vanuit de Nederlanden dominant was langs de kusten van de Oostzee en de Noordzee, was het Nederlands ook als correspondentie- en verkeerstaal en als de taal van de scheepvaart  in gebruik in de Noord-Duitse en Pruisische (sinds 1945 Poolse) en in de Scandinavische en Baltische kustgebieden, en dan vooral in havensteden zoals Emden, Bremen, Hamburg, Lübeck, Rostock, Stettin, Dantzig (thans Gdańsk in Polen), Koningsbergen of Königsberg (thans Kaliningrad in Rusland), Riga en Tallinn (toen Reval) en Sint-Petersburg. Nederlandse scheeps-, zeemans- en navigatietermen werden sinds die Gouden Eeuw (omtrent 1650) tot in de 19de eeuw ontleend. Voor het navigatie-onderwijs in Hamburg waren in het tijdperk tussen 1749 en 1810 Nederlandstalige vakboeken in gebruik.
De gebieden waar het voornamelijk om gaat, zijn in de eerste plaats die welke toen bij De Nederlanden behoorden. De oostelijke staatsgrens van de Republiek en de Spaanse Nederlanden viel niet overal samen met de huidige oostgrens van het Koninkrijk. In de tweede plaats waren er Duitse gewesten die net als de Noordelijke Nederlanden calvinistisch waren geworden. In de tweede helft van de 16e eeuw werd in Noord-Duitsland de taal van de Hanze, die op Nedersaksische dialecten gebaseerd was, vervangen door het Hoogduits van de Bijbelvertaling van Maarten Luther. De oorzaak was overigens niet de godsdienst, want in het Nederduits was deze Lutherbijbel ook vertaald en in gebruik. De groeiende dominantie van de hoge adel, welke verbonden was met Midden en Zuid-Duitsland en met het keizerlijk hof in Wenen speelde een grotere rol, samen met de economische neergang van de Hanze. 
Nederduitse gebieden die luthers waren geworden, gebruikten de Lutherbijbel overigens vooreerst in de Nederduitse versie, welke nog in de tijd van Luther verscheen voor gebruik in het noorden van het Duitse Rijk. Voor de aan de Nederlanden grenzende calvinistische gewesten Bentheim (Benthem) met aansluitend Gronau en Burgsteinfurth (Steenvoorde), en het westelijk deel van Oost-Friesland lag het voor de hand om na 1620 de Nederlandse (officieel Nederduits genoemde) Bijbelvertaling als kanseltaal en als gerechtstaal te gaan gebruiken, omdat het westelijke Hollandse Nederduits in veel opzichten dichter bij hun Nedersaksische dialect stond dan het Hoogduits. Bovendien was toen ook de Nederduitse lutherbijbel als standaard in het noorden van Duitsland vervangen door de Hoogduitse. 
Belangrijk was ook de calvinistische predikantenopleiding aan Nederlandse universiteiten, waar de Statenbijbel als het officiële godsdienstige medium gold. Het gewicht van de Bijbeltaal was van kracht tot in de moderne tijd zoals blijkt uit de weigering van orthodox-gereformeerde ('altreformierte') gemeenten in de laatstgenoemde gebieden om mee te gaan in toetreding van 'reformierte Gemeinden' in Duitsland tot één 'evangelisch-lutherische Kirche'. Zij hielden zich daarbuiten door toe te treden tot het synodaal verband van de Gereformeerde Kerken in Nederland en lieten hun predikanten aan de kerkelijke Hogeschool van Kampen opleiden of betrokken ze uit Nederland. Het nationaalsocialistische bewind verbood deze kerkelijke verbinding over de grenzen van het Duitse Rijk. Na 1945 werd zij hersteld.
In de derde plaats waren er gebieden aan de Nederrijn waar deze godsdienstige motieven geen rol speelden omdat zij rooms-katholiek bleven. Hier waren het de Nederfrankische dialecten die als dagelijkse omgangstaal ten nauwste verwant waren aan het Brabants waaruit de Nederlandse standaardtaal zich overigens mede ontwikkeld had. Vooral het Hertogdom Kleef en het Habsburgse deel van het oude hertogdom Gelre maakten deel uit van deze toenmalige Nederlandse cultuurzone in brede zin.
Al deze gebieden werden geleidelijk toegevoegd aan Pruisen en Hannover. De standaardtaal van deze staten was het Hoogduits en die taal werd aldus ook aan de grensgewesten opgelegd. Langzaam werd zo het Nederlands als standaardtaal verdrongen. In 1830 gebruikte tachtig procent van de kerken en twintig procent van de scholen in het Pruisische gewest Kleef nog de Nederlandse standaardtaal. De niet-lutherse kerken waren regionalistisch conservatief en wantrouwden het centraliserende lutherse Pruisen, dat het kerkelijk gezag over de scholen ophief en stapsgewijs een nationaal gericht staatsonderwijs in het Hoogduits invoerde. In het gebied rondom Kleef heeft de Nederlandse taal het langst standgehouden, totdat men zich na 1870 economisch op het Ruhrgebied ging richten. De hoofdzakelijk rooms-katholieke bevolking had nog steeds meer affiniteit met het Nederlands dan met de Hoogduitse staatstaal van het lutherse koninkrijk Pruisen. 
In de zogenaamde Kulturkampf, die woedde in de jaren zeventig en tachtig van de 19de eeuw, onderwierp de centrale regering in Berlijn de Rooms-katholieke kerk in het gehele, in 1870 nieuw opgerichte, Duitse keizerrijk aan zijn wetsgezag inzake huwelijksrecht en onderwijs, en ook wat betreft de taal van de zielzorg. Om vervolging te ontgaan vluchtten verschillende dorpspastoors, die weigerden de richtlijnen uit Berlijn te volgen, naar Nederland.
Lange tijd zou het onder Nederlandse dialectkundigen gebruikelijk blijven de Nederrijn als deel van het Nederlandse taalgebied wel te behandelen in hun dialectologische studies, waar zij elders in het oosten van Gelderland, Overijssel, Drenthe en Groningen bij de staatsgrenzen ophielden.
Pruisen voerde in de 19e eeuw een tegen het Nederlands gerichte bureaucratische taalpolitiek. Nationalistisch radicalisme sprak uit het streven van het Pangermanisme, uitgedragen door het Alldeutscher Verband, een invloedrijke vereniging gericht op behoud en versterking van het Duitse bewustzijn in alle tot het Deutsches Volkstum bewoonde gebieden. En daar werd het Nederlandstalige gebied als 'westelijk Nederduits' ook bij gerekend. De belemmering dat zich in Nederland een aparte standaardtaal ontwikkeld had, werd als een betreurenswaardige vergissing van de geschiedenis voorgesteld. Deze aanhangers van het pangermanisme verwachtten dat er een 'natuurlijke correctie' zou plaatsvinden wanneer het Hoogduits, dat sinds het einde van de 17de eeuw een grote mate van superioriteit had verworven in de letterkunde en de wetenschap, om die redenen ook voor de Nederlanders en Vlamingen in de toekomst de voorkeur zou krijgen boven hun eigen "inferieure" standaardtaal die weinig gebruikswaarde voor cultuur en wetenschap zou hebben.
Na de Tweede Wereldoorlog kwam er in de overwinningsroes na de ineenstorting van het Groot-Duitse Rijk een tegengestelde beweging van Nederlandse kant. Als compensatie voor de tijdens de oorlog geleden schade wilde die grote delen van Duitsland aan Nederland toevoegen: het gebied ten westen van de Wezer tot aan Bremen en Hannover, en verder de regio Nederrijn tot aan Keulen. Het cultuurhistorisch argument daarvoor was dat de bevolking oorspronkeijk Nederduits had gesproken. Voorstanders van annexatie streefden een vernederlandsing van het gebied na door het opleggen van het Standaardnederlands als overheids- en onderwijstaal, met onder andere als argument dat de plaatselijke dialecten toch al nauwer aan die Nederlandse standaard dan aan het Hoogduits verwant waren. Maar omdat de bevolking er inmiddels verregaand  'verduitst' was, meenden de meest radicale voorstanders van annexatie dat een deportatie van alle oorspronkelijke inwoners onvermijdelijk was, zoals ook in Polen en Tsjecho-Slowakije juist in deze jaren op miljoenenschaal met Duitsers plaatsvond. Zie Verdrijving van Duitsers na de Tweede Wereldoorlog.
Deze plannen gingen niet door: slechts enkele kleine gebiedjes werden in 1949 bij Nederland gevoegd. Daar, in Elten en de Selfkant bleef het onderwijs echter in het Hoogduits gehandhaafd met Nederlands als tweede taal. In het grensverdrag van 1963 werden de dorpen weer teruggegeven. De oudste generatie is vaak nog in staat Nederlands te spreken maar gebruikt bij contacten over de grens als regel het gemeenschappelijke regionale dialect.

## Na 2000
In de Duitse staten Noordrijn-Westfalen en Nedersaksen is het in toenemende mate mogelijk Nederlands te leren. Het Nederlands wordt in de grensstreek op veel scholen onderwezen en er zijn zelfs tweetalige scholen. Veel Duitsers die dicht bij de grens wonen spreken een woordje Nederlands. Ook vestigen zich aan de Duitse kant van de grens veel Nederlanders vanwege de lagere huizenprijzen. In sommige dorpen wonen meer Nederlanders dan Duitsers. Nederlandse ouders plaatsen hun kinderen dikwijls op scholen in Nederland, dit tot ergernis van Duitse dorpsgenoten. Duitse scholen proberen daarom hun scholen voor Nederlandse kinderen aantrekkelijker te maken door de lessen deels in het Nederlands te verzorgen. Volgens het Nederlandse ministerie van Buitenlandse Zaken wonen er zo'n 156.000 Nederlanders in Duitsland waarvan een deel in de grensstreken.
Er is echter een groot lerarentekort in Duitsland voor het vak Nederlands. Vooral in het toerisme en het zakenleven is beheersing van het Nederlands belangrijker voor de Duitsers geworden. In Bad Bentheim, een van de plaatsen waar veel Nederlanders gaan wonen, wordt geadverteerd in het Nederlands en staan bij huizen borden 'Te Koop' zonder Duitse vertaling. Enkele andere plaatsen waar zich veel Nederlanders vestigen, zijn Kleef, Emmerik, Nordhorn, Tudderen en hun omgeving. Vooral in nieuwbouwwijken ontstaan Nederlandse enclaves; hier nemen sommige Nederlanders niet de moeite om pompbedienden of winkelpersoneel in het Duits aan te spreken of vermijden dat door hun boodschappen in Nederland te doen. Nederlandstalige kranten als De Twentsche Courant Tubantia en Dagblad van het Noorden worden in het naburige Duitse grensgebied bezorgd.

## Kleverlands

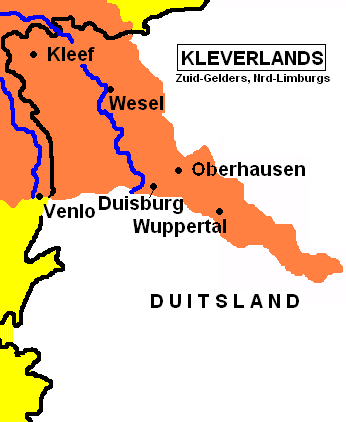
Het Kleverlands en het Oost-Bergisch

In het gebied rond Kleef wordt door de oudste generatie nog het Kleverlands gesproken. Dit Nederfrankische dialect wordt samen met het Brabants en Oost-Vlaams ingedeeld bij de Zuidelijk-centrale groep van Nederlandse dialecten. Het Oost-Bergisch valt buiten deze groep, hoewel het ook weleens als een variant van het Nederlands wordt beschouwd. De onderstaande Wenker-Sätze geven een indruk van hoe het Kleverlands rond 1880 moet hebben geklonken. Te zien is dat dit dialect zich richt op zijn daktaal, het Hoogduits. De zinsvoorbeelden worden dan ook niet weergegeven volgens een Nederlandse, maar volgens een Duitse schrijfwijze. Desondanks is het dialect vrijwel helemaal Nederfrankisch van aard.
Bijvoorbeeld:
- Ek heb noch efkes afgewaach(d), ob dä, wach`e min seggen wold.
  - Ik heb nog even afgewacht (op dat) wat ge mij zeggen wou.
  - Ich habe noch kurz abgewartet, was du mir sagen wolltest.
- Hej es vöör vier of säss wääke gestörwe.
  - Hij is vier of zes weken geleden gestorven (Wenker-zin 5).
  - Er ist vor vier oder sechs Wochen gestorben.
- Gej mott hoart kräässe, sönst verstäät hej ons niej.
  - Gij moet hard krijsen (roepen), anders verstaat hij ons niet (Wenker-zin 22).
  - Man muss laut schreien, sonst versteht er uns nicht.
- Wej sin müjj än häwwe dorst.
  - Wij zijn moe en hebben dorst (Wenker-zin 23).
  - Wir sind müde und haben Durst.[bron?]